# Jamesita
La jamesita és un mineral de la classe dels arsenats. Va ser descoberta l'any 1981 a la mina Tsumeb, Regió d'Otjikoto, Namíbia. Rep el seu nom en honor de Christopher James, un dels primers enginyers de mines de la mina Tsumeb.

## Característiques
La jamesita és un arsenat amb fórmula Pb₂Zn(Fe2+,Zn)₂Fe₄3+(AsO₄)₄(OH)10. Cristal·litza en el sistema triclínic formant cristalls tabulars en {010} i allargats en [100] de fins a 0,5 mm. També pot formar agregats radials esfèrics. La seva duresa a l'escala de Mohs és 3. És un mineral isostructural amb la lulzacita.
Segons la classificació de Nickel-Strunz, la jamesita pertany a «08.BK: Fosfats, etc. amb anions addicionals, sense H₂O, amb cations de mida mitjana i gran, (OH, etc.):RO₄ = 2:1, 2,5:1» juntament amb els següents minerals: brasilianita, medenbachita, neustädtelita, cobaltneustädtelita, curetonita, heyita i lulzacita.

## Formació i jaciments
És un mineral secundari que es troba en roques amb plom oxidat en jaciments hidrotermals polimetàl·lics. Sol trobar-se associada a altres minerals com: duftita, tsumcorita o goethita. A banda de a la seva localitat tipus (la mina Tsumeb, a Namíbia), també se n'ha trobat a la mina Bakara (Stara Planina, Bulgària) i a la mina Christiana (Lavrion, Grècia).